# طريق حج البحرين اليمامة
طريق حج البحرين اليمامة أو طريق حج البحرين – اليمامة – مكة يُعد الطريق رافدًا مهمًا من روافد طريق الحج البصري.

## المقدمة
إن مظهر من مظاهر الحضارة الإسلامية يرتبط بنادية فريضة الحج، وتتصل بالحرمين الشريفين في الحجار حيثما تتوق أنفس المسلمين في مختلف أصقاع الأرض منذ ظهور الإسلام إلى يومنا هذا، هذه الفريضة استدعت من الدول الإسلامية المتعاقبة اتخاذ ترتيبات خاصة تتعلق بتنظيم الطرق المؤدية إلى بلاد الحجاز، وإعداد ركاب الحجاج سنويا وفق أعراف وتقاليد خاصة بموسم الحج الاهتمام بالطرق يشمل العديد من الجوانب منها تمهيد مسارات الطرق فكانت ترصف المواضع الموحلة، وتفتت الحجارة الصلبة في أماكن المتحدرات الصعبة. وتوضع إشارات مرورية على جانبي الطرق (المنارات)، وتوزع أماكن بناء الاستراحات وفق طبيعة سير الرواحل وتحسب المسافات بدقة سواء بالمسافات أو بالزمن، وبهذا النسق كانت القوافل تتوافد على المحطات والاستراحات وتجهيزها بكل ما يلزم من مؤونة ومياه، وخدمات لتيسير استكمال رحلة الحجاج الجانب الثاني كان إعداد ركب الحاج الذي كان أشبه لمجتمع متكامل منتقل ينظم الركب وفق آلية متقنة، تتحدد فيه المهام لكل فرد من أفراده وتتوزع الأعمال القيادية على شخصيات كلفت من الحاكم مباشرة تكون مسؤولة عن سلامة القافلة وعلى نجاح موسم الحج.
امتدت شبكة واسعة من الطرق البرية الداخلية والدولية عرفت بطرق الفتح، أو دروب الفتاح منها: طريق الحج الشامي والعراق، واليمني والمصري ومثلت هذه المسارات امتداد الطرق أكثر تشعبا اتصلت بمناطق بعيدة عن مركز الجزيرة العربية، مهما كان طريق الفتح المصري مسلكا لنجاح بلاد المغرب الإسلامي سارت على طريق الحج الشامي وجود النجاح من مناطق آسيا الصغرى والقوقاز وكذا الحال بالنسبة لطريق الحج العراقي الذي غيره الحجاج من بلاد فارس وما وراءها من البلاد الإسلامية.
وعرفت كذلك مسالك داخلية ربطت بين أقاليم وبلدان الجزيرة العربية والحرمين الشريفين شغلت أحيانا أجزاء رئيسة من مسارات الطرق الدولية، كالطرق التي تربط النواحي الشرقية من جزيرة العرب والحرمين الشريفين في الحجاز ونقصد بها طريق حج البحرين واليمامة، الذي لعب دور الوسيط في حركة التنقل بين الجزيرة العربية والمناطق المطلة على الشق الشمالي من الخليج العربي وبلاد الرافدين، وكان له كذلك دورا مميزا في حركة التنقل الداخلية لتجار وحجاج بلاد البحرين واليمامة.

## التحديد الجغرافي لبلاد البحرين
وصف الإدريسي موقع بلاد البحرين بقوله أنه يبتدئ من ساحل مدينة هجر عاصمة الإقليم أول بلاد البحرين القادم من ساحل بلاد عمان، في حين ذكر ياقوت أن البحرين اسم جامع للبلاد الممتدة على ساحل بحر الهند بين البصرة وعمان عاصمتها مدينة هجر، وهي تبعد مسيرة خمسة عشر يوما على الإبل وبينها وبين عمان مسيرة شهر، وأشار كذلك إلى تداخل الحدود الإدارية للبحرين مع بلاد اليمامة فقال: "وربما عند بعضهم اليمامة من أعمال البحرين والصحيح أن اليمامة عمل برأسه في وسط الطريق بين مكة والبحرين. وبذلك يمكن القول إن بلاد البحرين في الشريط الساحلي الممتد على الجانب الجنوبي للخليج العربي الممتد ما بين عبادان في الشمال الغربي إلى ما وراء واحة ييرين في الجنوب الشرقي وما يتبع هذه المنطقة من جزر تقع قبالة الساحل، ويتصل جنونا بصحراء الدهناء التي تعد فاصلا طبيعيا بينها وبين أرض اليمامة".

## التحديد الجغرافي لبلاد اليمامة
تتوسط اليمامة بلاد البحرين ونجد وعند ابن رسته في حدودها الشرقية متصلة بالبحرين وغربا بمكة المكرمة وشمالها بولد متصلة مياه بالعذيب والنباح، ويعرفها الفقيه الهمداني بأنها واديان يصبان من الشمال ويفرغان جنوبا، ثم يتحدث عن كثرة العيون بها واتساع مساحة المزارع، وانتشار أبنية القصور". وأورد أيضا مؤلف كتابي المجاز بين اليمامة والحجاز ومعجم اليمامة وصفاً مفصلاً لحدود اليمامة وذكر أن الحدود الجنوبية تسير مع صحراء الربع الخالي من تحت نجران، والشمالية متصلة بالتوبرات والشرقية عند الدهناء، أما العربية مجدها هضبة نجد وبذلك يمكن القول إن اليمامة تتميز بموقع متوسط بين أقاليم شبه الجزيرة العربية وطرفها مما اكسبها دوراً فاعلاً في حركة التنقل الداخلية.

## طريق حج البحرين اليمامة وتنظيماتها
أغلب مراحل طريق حج البحرين اليمامة تتبع التضاريس الطبيعية، وتسلك مساراته أسهل الطرق ملتفة حول الخيال أو سائرة عبر الكثبان الرملية وبطون الأودية الجافة، ويحدد مساره نقاط توزيع مصادر المياه من برك وابار حتى يلتقي بطريق الحج البصري الذي نال عناية وافية من قبل حلفاء بني العباس فطالت منافعه حجاج بلاد البحرين واليمامة، ويبين ابن رسته طريق الحج ويقول بأنه يخرج الحجاج من البحرين إلى بلاد اليمامة، ومنها تصل إلى ضرية الواقعة على طريق الحج البصري ثم إلى مكة وبعد انقضاء الموسم يفترق حجاج البصرة والبحرين عند صرية فيتجه حجاج البحرين ذات اليمين، وحجاج البصرة ذات الشمال. ويزودنا الإدريسي يذكر للمحطات التي يعبرها الحجاج وحدد المسافة بين كل محطة وأخرى بالمرحلة، ورتبها على النحو التالي ابتداء من اليمامة العرض الحديمة التنية السفراء صداء الفريتين وهي المحطة الواقعة على طريق حاج البصرة ومنها يتحد المساران في طريق واحد، ويمر على محطة رامة، ثم طحفة ضرية، جديلة ملحة الرقيبة، فناء مران، وجرة، أوطاس ذات عرق تم إلى بستان ابن عامر بمكة المكرمة.

### محطات الطريق الكبرى
قامت على امتداد مسارات طرق الحج من البحرين واليمامة مرورا بتجد حتى المدينة المنورة ومكة المكرمة عددا من المدن التي تحمل خلفيات مختلفة، فمنها ما قامت على توفر الموارد مالية ومناطق الزراعة والرعي وبعضها قام بناء على الموقع المتميز على شبكة الطرق التجارية.
- مدينة حجر: مما جاء في كتاب العبر لابن خلدون أن قبيلة بني هوازن كانت أول من سكن إقليم اليمامة، وأن حجرا كانت مركزا له ثم قدمت قبيلة عنيزة بعد هوازن، وشهدت حجر اردهارا كبيرا خلال حكم بني حنيفة واتحد منها العرب سوقا سنويا كانت تقام في شهر محرم.[3]
- القريتان: هما إحدى نقاط طريق الحج البصري تسميان (أبوي) وكان يمر بهما حجاج البحرين واليمامة، وهما قريتان في أرض القصيم أحدهما بناها عبد الله بن عامر بن كرين والأخرى بناها جعفر بن سليمان. توجد عيون كثيرة بالمحطة. وتنتشر في أرجالها بساتين التخيل، وقد أحاط جعفر بن سليمان قريته بحصن وسماها العسكرة. غير أن مياه القريتين غير عذبة لذلك كان الأهالي يجلبون مياه الشرب من ماء تسمى العنيزة. على بعد ميلين من القريتين، وماء العنيزة تقع في بطن وادي بطن رمة وهي أبان عامر بن كريز وعلى بعد 9 أميال من الفريتين ماء عجز، وهو ينتصف الطريق بين البصرة ومكة. أقيم عليها بركة وآبار، وبان عندها مسجدا.[4]
- مران: في من مياة حرة كشب تقع في واد كثير المياه والأشجار كان يمر عليه طريق حج البصرة القديم، وهو قاعدة لقبيلة بني هلال بن عامر، وذكر الحربي بأن المحطة محصنة وبها منبر وبها ناس كثير، ووصفها لوغدا بأنها ماء وقرية غناء وكبيرة وتخيل، ويروى عن خبر مرور الخليفة أبو جعفر المنصور بها في رحلة العودة من الحج وزيارته لغير الشاعر الفصيح عمرو بن عبيد الذي توفي ودفن بها، ورثاه بأبيات شعر. وذكر ابن بليهد عن مران أنها منهل كثير الماء لو أجري على ظهر الأرض أخرى ولكن المحيط به من الأرض سبخة ما تصلح للزراعة وبه آثار إلى هذا اليوم وأصول نخل ودوم.

### تمهيد مسار الطريق وتسوية العقبات
وردت أخبار عن تسوية الطرق من الحجارة الكشنة التي تؤدي الحجاج والرواحل، فقد ذكر عن حرة كشب وهي ما تعرف باخرة المويه أن زبيدة زوج الرشيد أمرت بتنقية الطريق الممتدة من محطة الايتينة إلى قبا على امتداد سبعة وعشرون ميلاً، و كذلك الطريق بين قبا ومحطة مران المسافة أربعة وعشرون ميلاً، وهذه المراحل من طريق المح البصري تعرف اليوم بالطريق المنفى.

#### الرصف والتفتيت والتكثيف.
عند محطة القاع يلتقي أحد فروع طريق حج اليمامة بطريق الحج البصري قرب محطة الدينينة، حيث أورد لهذا الأصفهاني في كتابه بلاد العرب طريق حج اليمامة الذي يتجه يمين طريق المنار، وذكر أنه يتجه عبر حائل حتى يلتقي بطريق الحج البصري وعند النقاء الطريقي عند الديتينة يمر الطريق عبر قاع الجنوب وهو قاع وحل إذا أصابه مطر. وقد أمر الوالي العباسي محمد بن سلیمان برصف القاع بالحجارة، وتم العمل بالقاع ولم يتبق من الطريق سوى ثمانية أميال وفي موضعا آخر قدم عبد الله بن سعد الدريس في دراسته (طريق حاج اليمامة غير وادي النعام والفريق) وصفا للرصيف في درب عملان بوادي نعام بقوله: "عرب عجلان في نعام وعر المسلك تصعدة المطايا من جانب القبل حتى تعتلي قمته، وتنزل منه حيث يبدأ من الشرق ويعود شمالاً، وقد رصف بالحجارة الكبيرة، وصفت أحجارة الحاسبة بنظام واحد في سلسلة من التعرجات حتى تنتهي في مكان يقال له الصحة، وعلى ظهرة الدرب من جبل عليه علامات بارزة براها القادم من وتيلان ومن ظهرة السلامية ورحوم تهدي سالكيه ترى من بعيد، ومديلات حجرية.

#### علامات الطريق
مما يفهم من لهذا الأصفهاني أن طريق حج اليمامة بنيت عليه علامات الطريق فهو ينعته باسم طريق المنار ولعله ذات الطريق التي وردت في كتاب المناسك للحربي وهو طريق الجادة بين اليمامة ومكة حينما وصف مراحلة بالمناير.

### المنشآت المائية
كان لظروف جزيرة العرب المناحية الصحراوية أثره في ندرة المياه، فاعتمد السكان بدرجة كبيرة على المياه الجوفية بأشكالها المتعددة من عيون، وآبار، وأحسبة إلى غيرها من مصادر المياه غير أن إقليمي البحرين واليمامة هما من الأقاليم التي يقترب فيها مستوى المياه الجوفية من السطح، فأهل البحرين يتبطون الماء على القامة والقامتين كما أن تسمية إقليم البحرين تعود إلى جريان الأودية العدية فيه واتصالها بمياه الخليج العربي المالكة ولهذا سميت بصيغة التثنية بحرين ومن مصادر المياه المزدادة على طرق الحج:
- الآبار: أورد لهذا الأصفهاني في كتاب بلاد العرب أسماء العديد من الآبار الواقعة على طريق حج البحرين واليمامة المار على حائل ذكر العديد من مواضع المياه منها الراحة وهي مراعي الأهل اليمامة، والمنفطرة والعزيز وهي من مياه محطة فرفري وماء أقوى، وأضمير، وعكاش وهو ماء عليه نخل، وماء الأسودة. كما توجد الكثير من الآبار في فلح، وقد شاهد ناصر خسرو في زيارته لها سنة 443هـ 1517م عدد كبير من الآبار وقال أن هناك أربع قنوات يسقى منها النخيل وأما زروعهم في أرض عالية يرفع إليها معظم الماء من الآثار وأشار كذلك إلى بترابتناها الحسين بن سلامة على أحد سبعة فراسخ في الطريق من مكة إلى الطائف.
- العيون: انتشرت بالبحرين على امتداد وادي (الستار) أو ما تعرف اليوم (وادي المياه) العديد من العيون التي استصلح بعضها في العصور الإسلامية المتعافية ومثلث مواطن للاستيطان وذكر لهذا أنهم أقاموا عليه مائة قرية منها تاج ومتالع، ملح، ونطاع وبنيت بها قصورًا وأسواها. وفي اليمامة أورد ابن الفقيه أسماء العديد من العيون منها عين الخضراء وعين الهيت وعين الهجرة بجو، وأضاف أنه بالمجازة يمتد وادي شيخ العمر في أسفلها، ونهر سيح النعام الذي تقام عليه قرية النعام المعروفة على طريق حج اليمامة وادي النعام الحريق.
- السدود: قدمت نتائج الكشوفات الأثرية في الموقع الأثري قصر مارد الواقع بالأسياح وجود سد للمياه يقع شمالي القصر وهو يقع على بعد حوالي 6 كيلومتر شرقي مدينة بريدة الواقعة على الطريق الحديث البحرين - المدينة المنورة وذكر أن تاريخ بناء القصر يعود إلى منتصف القرن الثاني عشر الهجري.
- القنوات: القنوات أو ما يعرف بالأفلاح تنشتي على رافعة واسعة من بلاد اليمامة، وهي تستمد مياهها من سيول أودية جبل طويق (العارض)، وعرف ياقوت في معجمه الأملاح بأنها كل ما يحري سيكا من غير عين فهو فلح وكل جدول شق من عين تجري على وجهه فهو فلح وأعظمها باليمامة القنوات الموجود بناحية فلج فهي أكثر مناطق اليمامة زرعا، وأوفرها مياها، وهي من مراكز الاستيطان البشري.

### جهود الولاة في عمارة الطريق خلال العصر الإسلامي
من خلال ما ورد في كتب السير تجد بعض الإشارات التي تدل على اهتمام رسولنا الكريم بإحياء الأراضي الموات وإصلاح المنشآت المالية بالطرق فذكر البكري في معجم ما استعجم عند حديثه عن ماء مروت أنه روی قاسم بن ثابت من طريق شعيب بن عاصم بن حصين أنه وقد على النبي صلى الله عليه وسلم متابعة وصدق إليه ماله، واقطعة التي صلى الله عليه وسلم مياها بالفروت، منها أضيقب، ومنها الماعزة. ومنها الهوى، والنقاء، والشديرة وذلك قول زهير بن أبي عاصم:
إن بلادي لم تكن املاسا بهن خط القلم الانفاسا
من النبي حيث اعطى الناسا فلم يدع لبسا ولا التباسا
رواه محرر بن وزر بن عمران بن شعيب بن عاصم بن غراب إلى حصين.
كما أولى ولاة مسلمين في العهدين الراشدي والأموي عناية بإحياء طرق الحج، فقد ذكر لهذا الأصفاني شيخ آل إبراهيم في حديثه عن محطات الطريق بين حج واليمامة الماربيطن وادي أبي حنيفة المعروف اليوم بالباطن، وهو يعود للوالي الأموي إبراهيم بن عربي الذي تولى تجد في فترات حكم الخليفة الأموي الوليد بن عبد الملك وبعده أخيه هشام ومن بين مظاهر الاهتمام بالطرق في العهد الراشدي تخصيص الإحماء منها حتى صرية الواقع على طريق الحج البصري وهي من القرى العامرة لوفرة مياهها وأعشابها مما جعلها منتجع ومراع للقبائل البدوية لذلك خصصت كحمى الإبل الصدقة في عهد الخليفة عمر بن الخطاب ثم وضع عثمان بن عفان من مساحة الحمى وأحق الحمى إداريا بالمدينة المنورة، وبقي تابعا المدينة إلى العهد العباسي، وبنيت إنشاءات متنوعة من آبار ومساكن.

### الاستيطان البشري على الطريق
تكاد تكون آثار الاستيطان البشري في المنطقة الوسطى والشرقية من شبه الجزيرة العربية أكثر وضوحا منها في أي جزء آخر، وتسبب ذلك يرجع إلى موقع هذه الأجزاء من مراكز الحضارات القديمة واتصاله المباشر مع بلاد الرافدين، وكذلك مع بلاد الهند عبر الخليج العربي الذي يعود تاريخ بعضها إلى حوالي 4000 سنة تمر طريق الحج البحرين اليمامة على العديد من المستوطنات القديمة، وقد حظيت هذه المناطق حديثا برحلات استكشافية أثرية شملت مناطق الرياض القديمة، و شفراء الدودامي العجمة، الخرج الوشم القصيم، وادي الدواسر، ومن المعروف أن هذه المنطقة تكتر بها التلال. الصخرية ذات الكهوف والمقابر.
ومن أولى عمليات البحث والتنقيب الأثري في هذه المنطقة العمل المشترك بين إدارة الآثار بالمملكة العربية السعودية والبعثة الدنماركية سنة 1388هـ / 1968م ونتج عن هذه المجهودات الكشف عن أكثر من عشرين موفقا تعود إلى مختلف العصور الزمنية القديمة من بينها مستوطنات في فلح والعقير ولعبت هذه المنطقة دورا هاما في التاريخ الإسلامي إن شكلت ما يعرف بإقليم اليمامة، ومن معالمها الأثرية الهامة التي لاتزال قائمة إلى يومنا هذا: الفاور ماسل الجمع، الدودامي كهف برسة الدرعية قصر وسد مارد. بالأسياح.

### منشآت ومرافق الطريق التجارية
تنتشر على طول طريق الحج العديد من المنشآت التي توفر احتياجات الحجاج خلال رحلتهم إلى الحرمين الشريفين وهذه الخدمات تختلف باختلاف مكانة المحطات بالطريق، فأغلب المحطات كانت تضم مراكز للتسوق كان يقصدها الحجاج حين وصولهم للموضع، فسوق مدينة فلح وصفت بالعظيمة تحيط. بها الدور والخيطان وأشجار التحيل.

### منشآت ومرافق الطريق الأمنية
من أكثر المنشآت الأمنية انتشارا على طرق الحج القلاع التحصن بها القرى، ومراكز المدن التجارية وتوفر الحماية اللازمة للقوافل المارة بالمدينة، وبنيت كذلك المنارات التي وزعت على مسافات متقاربة على امتداد الطريق، حتى أطلقت عليه اسم طريق المنار أما القربي في المناسك فأحصى محطات الطريق بالمناير، ويبدو لنا أنه استغلت لتكون مراكز مراقبة هجوم قطاع الطرق ولا شك في أن هذا النظام الدفاعي كان منتشترا بالجزيرة العربية منذ الفترة التي سبقت مجيء الإسلام، واستمر قائما المراقبة أمن الطرق التجارية وطرق الحج وقدم لنا الهمداني في حديثه عن قصور منطقة الأفلاح وصف هندسة بناء الحصن، وأشار إلى كثرة عدد حصون اليمامة والبحرين والأفلاج، وذكر عدد منها وهي تكون عادة محاطة بأراضي زراعية ومقامة على مصدر دائم للمياه من عيون، وأودية، وآبار، وقال أن بناء القصر عادة ما يختار له المناطق المرتفعة، أما أن تكون أكمات طبيعية، أو ربوات صناعية من طين.
وقد زودت القصور المنتشرة على طول الطريق بوسائل دفاعية استغلت من جانب الأهالي للدفاع عن قراهم، وحماية من يمر بهم من المسافرين أو من يستجير بهم من ملاحقة اللصوص وقطاع الطرق، وما زالت بعض هذه المنشآت قائمة إلى يومنا هذا وهي بحالة جيدة من هذه القصور قصر سلمي الموجود بمتراع (مدينة البديع الحالية)، وذكر ابن خميس في دراسته وصف مفصل للشكل الهندسي لأحدى القصور وهو المسمى بقصر سلمي "قصر سلمى قصر عظيم بحاط بأربعة أسوار عظيمة وكلما ارتفع الجدار قل العرض فاخر الجدار متر واحد وبين السور والآخر ألف متر، وارتفاع السور عشرة أمتار، والقلعة مصممة على شكل سداسي، في كل زاوية منها برج كبير للمراقبة والدفاع ولها سور عظيم عرضه من الأسفل أربعة أمتار وارتفاعه عشرة أمتار ويحيط به صندق عرضه عشرة أمتار وعرضه كذلك، ويملئ بالماء عند الاقتضاء".

## قوافل الحج وتنظيماتها
تنظم قوافل الحجاج بإشراف مباشر من سيد القرية أو الحي ويكون ذلك بإحصاء عدد من يريد التوجه للحرمين الشريفين لم يتدبر أمر انضمامهم إلى القافلة وبذلك تتكون مجموعة من الحجاج أو ما عرف بالخيرة، وهي تتكون من عشرة حجاج يتفقون على كل ما يخصهم أثناء الطريق من مصروفات، ومن مجموع الخبر تتكون القافلة التي يترأسها أمير الركب.

### ترتيبها
عادة ما كان يجتمع الحجاج في جماعات كل مجموعة تضم تقريبا عشرة أشخاص وهذه الجماعة تسمى خبرة كانوا أفرادها يشتركون في السفر الطعام والشراب وفي النفقات وإذا ما اجتمعت عشر خبر ووصل عددهم لمئة حاج أمروا عليهم أمير الحاج من أهل البلد، فعرف مثلا حجاج الحريق، وحجاج شقراء وحجاج الخرج وغيرهم لم تلحق بهم ركاب الحجاج من البلدان المجاورة.
وقد أشار ابن بليهد إلى أن الركب الذي ترأسه سنة 1332هـ كان يضم عدة خير وكانت أفراد الخبرة متكافلون ويتبعون أعراف خاصة المعالجة المشاكل التي تعترضهم أثناء الرحلة، فمن ذلك كانت لديهم جمل أو كلمات خاصة يتداولونها فيما بينهم للإعلان عن وقت النزول أو الارتحال أو البحث عن الضائعين أو المتأخرين منهم وهو ما يسمونه بالتنوية، أو النبية أو المنادي مذكر الدريس أنهم كانوا يتوهون بالحاج بكلمات تعرفوا عليها.
ويرددها أفراد الخبرة كي يعرفوا المفقود منهم، وتلحن هذه الكلمة بطريقة الحذاء بحيث تعطى بعض الحروف عدة حركات ويتناوب على التصويت اثنان وبينا في التنبية عند اجتماع الخيرة. كما تقال في موسم الحج في منى وعرفات.

### تجهيزها
يتم البدء بالتجهيزات قبل موعد خروج القوافل الشترات كافية، فكان على كل حاج ترتيب حاجياته الخاصة بالرحلة، وبعد عيد الفطر بيوم أو يومين كان الحجاج في الحريق والمناطق المجاورة يستعدون للخروج للرحلة، وأفاد الإدريسي بأن الرحلة من اليمامة إلى الحرمين بإحدى وعشرون مرحلة وحيدها ناصر خسرو في ثلاثة عبتي يوما. أما عبد الله الدريس عقال بناء على الروايات الشفهية التي جمعها من سكان الحريق أن الرحلة من موطنه بالفريق تكون ما بين تسعة عشر يوم إلى عشرين يوم.
وكان يتم التنظيم لتجمع ركب الحجب بتقاليد متعارف عليها للأهالي فيجتمع أهل اليمامة ومن التحق بهم من بلاد البحرين نحو المكان المخصص لتجمع الحجاج، وعادة ما يتزامن ذلك بعقد الأسواق لكي يحصل الحجاج على مستلزمات الرحلة، وهنا كانت تعرض منتوجات أهل البادية من سمن وجمال وأقط، ومنتجات زراعية كالتمر، ولوازم السفر وحاجيات الحج من البسة وأعطية وفرش وأواني وغيرها، وفي هذه السوق كانت تتم عملية. تأجير أو بيع الإبل للرحلة ثم يبدأ الحجاج في تجهيز رواحلهم وأروائها وتعبئة المياه وتجميع الأمتعة وربطها على ظهور الإبل وتجهز كذلك المحمل أو الهودج لنقل النسوة ويجعلون إحداهن على طرف والأخرى على الطرف المقابل، وإن كانت إحداهن أنقل من رفيقتها تضاف للحقيقة منهن أمتعة حتى يتعادل الجانبان في الوزن وعرف كذلك في البادية ما خصص للمرأة واحدة وكان يسمى المقصر، أو الغبيط.

### مراسمها
من المراسم المتبعة هو تجمهر العامة عن خروج الركب في ساحة المدينة أو القرية لتوديع الركب وغالبا ما يترافق ذلك بأهاجيز وأفراح وكذا الحال عند عودة القافلة ووصول الخبر سلامة الحجاج من المستى، ويستقبل الركب في السوق أو مصلى العيد أو في مكان تتوير الحجاج نفسه وكذلك من بين المراسم التي عرفت عن حجاج نجد واليمامة إقامة مأدبة طعام كبيرة بمكة في موسم الحج يسمونها وليفة السلاية وهي تعد بعد أداء مناسك الحج للمرة الأولى وبعد رجوع الحجاج سلامة يقومون بتوزيع الهدايا على أهلهم وذويهم من السنة وعطور، وبحور، وحلويات، ومكسرات، وورق الحنة ... الخ.

### موظفوها
يضم ركب الحاج العديد من الموظفين الذين أوكلت إليهم مهام معروفة لدى أفراد الركب، وعلى رأسهم أمير الركب والأدلاء، والرفقة، والمبشر أو المخير.
أمير الركب وهي أرفع الوظائف شابا، وهو من توكل إليه مهمة تنظيم حركة سير القوافل بالطريق وقد أفاضت كتب الفقه في الحديث عن مهام أمير الركب ويشترط فيه التقوى والأمانة والعلم والقدرة على اتحاد القرار الصحيح لتفادي أخطار الطرق.
الدليل يسمى من يدل الحاج بجد بدليلة الحاج وكذلك العراف أي الذي يعرف مجاهل الطريق ويشترط فمن يتولى هذه الوظيفة معرفة مواقع المياه والخبرة بمدى جودتها وصلاحيتها للشرب أو استهلاك الرواحل، وكذلك درايته بمواقع النجوم والأملاك لكي لا يصل بالركب ليلا، ومعرفة مواضع العلامات بالطرق من تلال وجبال وغيرها من الإشارات للتعرف على قدر المسافات المقطوعة وما بقي من مراحل، إلى جانب ذلك يجب أن يكون على دراية بعادات القبائل وسلوك أفرادها وأن يكون شجاعا فصيحا، كما يشترط فيه الصدق والأمانة. ومعرفة مواقيت الصلاة.
الرفق وهو من يرافق القافلة في الطريق إجازتها من القبائل القاطنة على طريق الحج لقاء أجر معلوم، وهو ما يقابل خفي السواق وهو من يرافق بغير المحامل عندما يثور لكي يجنبه الأماكن الوعرة.
القناصة وهم من يقومون بحماية القافلة من اعتداء . اللصوص وقطاع الطرق.
المبشي وهو من يسبق القافلة بمراحل النقل كبير قرب وصول القافلة إلى المدينة، أو نقل أنباء أي اعتداء أو مشاكل صادفتهم بالطريق، وكان لكل خبرة مستر يتقدمهم وعادة ما يركب راحلة خفيفة لا تبطئ سرعتها ثقل الأمتعة، وربما يعطى المبنتي بشارته من ذوي النجاح.

### خدمات قوافل الحجاج بالطريق
من بين الخدمات التي تقدم للحجاج بالطريق الاستضافة وتوفير مكان للمبيت في بعض المحطات، كما يقدم لهم خدمة إبداع ما تقل من أمتعتهم حيث خصصت في بعض المحطات القريبة من الحرم محلات خاصة لإبداع ماجيات الحجاج بأجر حال حين عودتهم، وذلك حتى ينسان للحاج إقامة شعائرة دون أن تبطئ حركة تنقله بين المشاعر المقدسة ثقل الأمتعة وقد حوت محطاي عقلانة وعشيرة الواقعتين قرب عفيف محلات خاصة لذلك.

### ترتيب سير الركب والارتحال والنزول
كان أمير الركب ومن معه من الأدلاء هم من بيدهم أمر المسير أو التوقف أثناء السفن والأدلاءهم من يتقدمون الركب عند اقترابهم من المنزل التالي، ورحلة اليوم الواحد عادة ما كانت تتخللها فترات تتوقف فيها القافلة الاستراحة وقت الصحى وفي الليل وقت العشاء.
الفضل: يكون تقرينا مع منتصف النهار، كان يختار للتوقف. مكانا مناسبا من حيث توفر الماء والكلأ للدواب، وفي هذه الاستراحة تقف القافلة لتجهيز القهوة والغداء، وقد يخرج بعض الحجاج ليصطادوا ما يجدونه من طيور أو غزلان، وعادة ما يادون صلاتي الظهر والعصر جعها.
المعلى: ويكون بعد مجيء الليل وجاءت التسمية من وقت نزول القافلة أي أنه وقت العشاء وفي هذه الأوقات كانت القافلة تتوقف للعشاء والراحة من سفر ويتوضأ الحجاج ويؤدون صلاة العشاء، ثم يردون الماء ويجهزون رواحلهم الرحلة يوم جديد وأحيانا يعدلون عن المبيت بالموضع ويواصلون السير ليلا في حالة تخوفهم من خطر ما بالموضع، ويسمى سفرهم ليلا بالمسرى ومن بين العادات المرافقة السير الرواحل بالطريق حذاء الراكب على ظهر الإبل، وهو من عادات العرب القديمة، ويقال إن سماع الإيل الغذاء ينشطها فتخف حركتها وتسرع في الأطى، كما أن الحذاء يطرد الملل والسام والنعاس عن الراكب.

### وسائل النقل
اعتمد على الإبل بدرجة كبيرة في السفر للحج، فهي أنسب وسيلة للرحلة خلال المناطق الصحرواية. وكانت تصنف حسب قدرتها فمنها ما يصلح الحمل الأمتعة، وتخصص بعضها الحمل المياه أما السريعة منها فكانت تختار الركوب الحاج وكان يتم أمر التجهيز للسفر قبل الخروج للرحلة فيقوم الحجاح أما شراء الإبل أو استئجارها، وفي حالة قلة المال كان يتفق مع أحد الحجاج على التناوب معه في ركوب الداية، حتى حين العودة مقابل أجر معلوم للطرفين.

## المخاطر الأمنية في الطريق
كانت رحلة الحج من البحرين واليمامة تحفها مخاطر أمنية جسيمة، لأن الطريق تغير مناطق سكانية مبعثرة تفصل بينها مساحات شاسعة خالية من أي مظاهر للاستقرار السكاني وبالتالي فهي خارج نشوذ الدول القائمة بالمنطقة وفي واقع الحال أن الأوضاع الأمنية بمحطات الطرق التجارية بكامل شبه الجزيرة العربية ظلت تعاني من خطر قطاع الطرق واللصوص حتى مع فترات قوة سيطرة الدول، واتحدت مجموعات قطاع الطرق مهارات المرتفعات الصخرية لتكون مأوى لها، وقد غرف على مر التاريخ الإسلامي العديد من اللصوص وقطاع الطرق الذين ترصدوا لقوافل الحجاج الآنية والأيبة من الحرمين الشريفين ولم يكن طريق حج البحرين واليمامة بمنأى عن هذه التهديدات فقد سبب الفراغ السياسي في المناطق المارة عبرها طرق حج البحرين واليمامة في حالة من الصراع الدائم بين القرى والقبائل القاطنة على الطريق، وفي منتصف القرن. الخامس الهجري / الحادي عشر الميلادي وصف ناصر خسرو. الذي عاد من رحلته إلى الحج سنة 442هـ / 1051م غير طريق الطائف فلح اليمامة بعد خروجه من مدينة الطائف وصف. لنا حالة القرى القائمة على الطريق بقوله: "وقالوا وليس لهذه الناحية حاكم أو سلطان، فإن على كل جهة رئيشا مستقلاً ويعيش الناس على السرقة والسل وهم في حرب دائم بعضهم مع بعض".
وتحدث كذلك ابن مجاور عن طبيعة الحياة داخل هذه القرى والحصون وذكر أن لكل قرية قلعة سنية من حجر وطين وخصصت لكل مواطن حجرة يضع فيها أملاكه وما ينهب ويأخذ منها حاجياته كل يوم، ويقيم السكان في أربعة شوارع واسعة حول القلعة وتخضع كل قرية لشيخها وتسبب ذلك تواجه قوافل الحجاج تهديد قطاع الطرق، ولذا كان عليها أن تسير وفق الأعراف القبلية السائدة في مناطق العبور، بالمدن والقرى التي كانت تخضع لنفود وسيطرة القبائل، ولكي تجتاز القوافل مناطق نفوذها عليها أن تتخذ مجمر لها أو دليل من قومهم لكي يسير بهم أراني قومه، وبعد أن يدخل في أرض سيلة أخرى عليه أن يجد من يسلك به الطريق حتى تصل القوافل إلى حدود إقليم حاكم اليمامة. وقد ذكر ناصر خسرو في رحلة العودة من الحج أنه اضطر إلى البقاء بقرية جزع خمسة عشر يوما حتى تحصل على كفير وبعد أن وصل إلى المحطة التالية استأجر خميرين آخرين ليميرا بهم القرى التالية.

### قطع الطريق ومنع مرور ركب الحجاج
مثلث تهديدات قطاع الطرق القوافل الحجاج خاصة العائدين من موسم الحج أكبر الأخطار التي تواجههم. وقد اتحدث هذه المجموعات المناطق الجبلية الوعرة لتكون مأوى لها تتحصن به وقد عرف على مر العصور التاريخية عدد من الأصوص كانت ترصد الحجاج في مختلف الطرق داخل الجزيرة العربية وخارجها. وعرف في التاريخ الإسلامي لصان بلقان بالشنان كانا يترصدان الحجاج في محطة القاع الواقعة على طريق الحج البصري. وكذلك ابن الريب المازني وهو من قطاع الطرق في العهد الأموي، وكان من الشعراء المعروفين توفي بمحطة الرقمنان الواقعة على طريق الحج ومن بين مواضع تحصن الأصوص جبل بيسان الواقع بعد ماء العشيرة في الطريق إلى وادي العقيق كما عرفت موضع بسمى ركبة يقع بصحراء. السقي بكثرة اللصوص بها.

### الصعوبات الطبيعية
تقصد بها المخاطر التي كانت تعترض رحلة النجاح وتهدد طرق الحج، فقد كانت الظروف المناخية الصعبة تجبر القوافل على تغيير خط سير الرحلة، كورود خبر عن سيول، أو عدم توفر مياه الشرب بإحدى المحطات على سبيل المثال، كما قد تؤدي حدوث تغيرات مناخية كهبوب العواصف الرملية وانتشار الكتبان الرملية إلى هجر بعض الطرق نهائيا، وتحول المسافرين عنها إلى مسالك أخرى وفي الواقع لقد مثلث الصعوبات التي اعترضت قوافل الحجاج تحدي كبير لمجهودات الدول في هذا المجال، وإن تمكنت بصورة ما في مواجهة والحد من التهديدات الأمنية، إلا أنها فيما يبدو ظلت عاجزة على تقليل الطبيعية منها. ويمكن أن تتحدد مشكلة الماء بالطريق في شفين وهما تدرته وصعوبة الوصول إليه والشق الآخر عدم صلاحيته للشرب فقد عبرت قوافل حجاج البحرين واليمامة بلاد نجد الصحراوية مما يعرضهم قطر تقلبات الطقس وندرة المياه الصالحة للشرب بالطريق ونظرا لأهمية الماء المسافرين والحجاج فقد أسهب الجغرافيون مثل لهذا الأصفهاني والهمداني في وصف الماء بالمحطات موضحين مذاقها وتأثيرها على الجسم واحتمال توفرها من عدمه، كما وضحت المعاجم الحديثة حالة مصادر المياه مثل ما جمعه ابن جنيدل في كتابه عالية نجد ومعجم اليمامة لابن خميس.

## خاتمة
إن البلاد الإسلامية عرفت منذ أزمنة موغلة في القدم نظم إنشاء الطرق البرية لتسهيل حركة التنقل بين أقاليمها، تدفق غيرها المسافرون والبضائع التجارية، وقد اكتسبت الك المسارات التي وصلت بين أقاليم الدولة والحرمين الشريفين أهمية خاصة انبثقت من رغبة المسلمين في تأدية فريضة الحج وزيارة المشاعر المقدسة، حتى علي عليها تسمية طريق الحج أو درب الحاج، وقد عرفت تنظيما خاصا يتوافق إلى حد كبير مع خصوصية رحلة قوافل الحجاج التي تعبر هذه المسالك سنويا في رحلتي الذهاب والإياب وهو ما ينعكس في طريق حجاج البحرين واليمامة، فقد عبر الأجزاء الوسطى من شبه الجزيرة العربية مخترها بلاد نجد، حتى يتصل بطريق الحج البصري الذي نال عناية واسعة من قبل الولاة في العهد الإسلامي كما حرص سكان اليمامة والبحرين كغيرهم من سكان البلاد الإسلامية على تنظيم ركب الحجاج وفق تقاليد عكست الإرث الثقافي والاجتماعي الخاص بهم.